# Jakob Nielsen (datalog)
Jakob Nielsen, född 5 oktober 1957 i Köpenhamn, Danmark, är en dansk-amerikansk författare och konsult inom dator- och webbanvändbarhet.
Han doktorerade i gränssnittsdesign och datavetenskap vid Danmarks Tekniska Universitet. 1990 publicerade han tillsammans med ingenjören Rolf Molich den första formella beskrivningen av heuristisk utvärdering av gränssnitt. 1991 ansåg Nielsen att hypertext var framtiden för gränssnittsdesign. Han var Sun Microsystems gränssnittsexpert, vid tiden för webbens genombrott i mitten av 1990-talet. Sedan driver han 1998 konsultföretaget Nielsen Norman Group tillsammans med gränssnittsexperten Donald Norman. Hans böcker och webbkrönikor om användbarhet har ansetts som obligatorisk läsning för webbutvecklare.
Idag anses Nielsen vara en av de ledande auktoriteterna inom användbarhet. Han är känd för sin ofta hårda kritik mot populära webbplatser och mot överdriven användning av grafik, animeringar, Flash och liknande som inte hjälper användbarheten.

## Nielsens tio heuristiska principer[1]
| Nr | Namn                                                   | Förklaring |
| -- | ------------------------------------------------------ | --- |
| 1  | Visibility of system status                            | Gränssnittet ska hålla användaren informerad om det bakomliggande systemets tillstånd.                                                                                     |
| 2  | Match between system and the real world                | Gränssnittet ska efterlikna verkligheten och beskriva den på ett språk användaren förstår.                                                                                 |
| 3  | User control and freedom                               | Användaren ska ha möjlighet att utveckla egna strategier samt ångra saker som går fel.                                                                                     |
| 4  | Consistency and standards                              | Gränssnittet ska följa konventionerna för den plattform det körs på och användaren ska inte behöva undra vad olika formuleringar betyder i olika situationer.              |
| 5  | Error prevention                                       | Gränssnittet ska vara uppbyggt så att det förebygger fel. |
| 6  | Recognition rather than recall                         | Användaren ska inte behöva komma ihåg var olika funktioner ligger i gränssnittet utan bör känna igen dessa enkelt.                                                         |
| 7  | Flexibility and efficiency of use                      | Användaren ska kunna anpassa gränssnittet till sig själv och sina arbetsuppgifter.                                                                                         |
| 8  | Aesthetic and minimalist design                        | Gränssnittet ska inte presentera irrelevant information då varje irrelevant informationsbit konkurrerar med relevant information.                                          |
| 9  | Help users recognise, diagnose and recover from errors | Felmeddelanden ska vara enkelt formulerade, förklara vad som gick fel och föreslå en lösning.                                                                              |
| 10 | Help and documentation                                 | Information för att hjälpa användaren ska vara lätt att hitta i, fokusera på användarens arbetsuppgifter, visa konkreta steg som ska utföras och inte vara för omfattande. |

## Böcker i urval
- Användbara hemsidor: analys av 50 webbplatser (ISBN 91-631-1972-2).
- Användbar webbdesign (ISBN 91-47-03612-5).
- Hypertext and hypermedia (ISBN 0-12-518411-5).

### Fotnoter
1. 1 2  Chen & Macredie (2005)